# Орловка (Дзержинский район)
Орловка — село в Дзержинском районе Красноярского края, административный центр Орловского сельсовета (в составе которого также деревня Асанск, деревня Харьковка, деревня Чемурай). Расположено в 22 км на северо-восток от районного центра (с. Дзержинское).

## История
В 1909 году Иван Фёдорович Панарин, его брат и сестра вместе со своими семьями на пустом месте основали село. Занялись выделыванием овчины, кожи, валянием сукна.

## Население
| 2010 |
| ---- |
| 465  |

## Экономика
Известные предприятия — Сельскохозяйственный производственный кооператив «Красный Маяк».